# Armando Samper
Armando Samper Gnecco (Bogotá, 9 de abril de 1920-ibídem, 14 de septiembre de 2010) fue un exministro, ingeniero agrónomo y político colombiano.
Graduado en 1943 como Bachelor of Science en ingeniería agrónomica, con especialización en economía agrícola por la Universidad de Cornell, Estados Unidos. Desarrolló su carrera académica como investigador en el campo de la economía agrícola en diferentes universidades e instituciones del gobierno nacional, para luego ingresar al Instituto Interamericano de Ciencias Agrícolas (hoy conocido como Instituto Interamericano de Cooperación para la Agricultura) de la OEA en 1949, entidad de la cual llegó a ser director general entre 1960 y 1966.
En dos ocasiones, entre 1966 y 1967 y entre 1969 y 1970, ejerció como Ministro de Agricultura de Colombia, bajo el gobierno del Presidente Carlos Lleras Restrepo. Entre 1972 y 1974 fue el Subdirector General de la FAO para América Latina.
Desde 1978 dedicó sus esfuerzos al aprovechamiento de la caña de azúcar, como primer director del Centro de Investigación de la Caña de Azúcar de Colombia - Cenicaña, hasta 1990; posteriormente fue miembro honorario de su junta directiva y director emérito.

## Familia
Armando Samper, pertenecía a importantes e influyentes familias colombianas de  origen español. Su padre era el escritor y humanista, Daniel Samper Ortega, quien era uno de los fundadores del Gimnasio Moderno y de la Biblioteca Nacional de Colombia. Era nieto del empresario Tomás Samper Brush y bisnieto de Miguel Samper Agudelo y de María Teresa Brush Domínguez, quien descendía de Luis Ignacio Diego Del Castillo y Caicedo, 1er Marqués de Surba.
Por otra parte, era primo del arquitecto Germán Samper Gnecco y del empresario José Alejandro Cortés, dueño y presidente de la junta directiva del Grupo Bolívar, así como tío del expresidente de Colombia, Ernesto Samper Pizano y del periodista y escritor, Daniel Samper Pizano.
Durante su estancia universitaria en Estados Unidos conoció a la que sería su esposa y madre de sus 4 hijos: la estadounidense, Jean Kutschbach. Tuvieron cuatro hijos: Mario, Belén, Marta y Cristián Samper